# Ceratophora
Ceratophora es un género de reptiles escamosos de la familia Agamidae.

## Especies
Se reconocen las siguientes especies:
- Ceratophora aspera
- Ceratophora erdeleni
- Ceratophora karu
- Ceratophora stoddartii
- Ceratophora tennentii